# Statin
Statini (ili inhibitori HMG-KoA reduktaze) su skupina lijekova koji smanjuju razinu kolesterola u krvi, te najvažnija skupina hipolipemika. Zbog njihove učinkovitosti u novije vrijeme oni postaju izrazito važni lijekovi, njihova potrošnja izrazito raste i postaju jedna od najpropisivanijih skupina lijekova, uglavnom u zapadnim zemljama gdje je problem hiperlipoproteinemija i najizrazitiji.

## Povijest statina
Statine su 1971. godine otkrili Akira Endo i Masao Kuroda iz Tokija. Istraživali su određene mikroorganizme i otkrili da oni luče određene tvari koje se ponašaju kao inhibitori enzima drugih mikroorganizama. Te tvari su zapravo služile za obranu određenih plijesni od drugih gljivica. Naime, one su blokirale enzime koji sintetiziraju mevalonat, spoj koji je preteča ergosterola, sastavnog dijela stijenke mnogih mikroorganizma.
No, došlo se na ideju da bi takve tvari mogle blokirati i enzim koji u ljudskoj jetri čini dio mehanizma za sintezu kolesterola. Prvi takav spoj bio je mevastatin (ML-236B), tvar kojega luči plijesan Penicillium citrinum. Godine 1976. farmaceutska tvrtka Merck & Co zainteresirala se za ove pokusne spojeve u uključila se u istraživanja. Nedugo nakon toga iz plijesni Aspergillus terreus izoliran je lovastatin (mevinolin, MK803) prvi statin koji je prošao sva klinička istraživanja i postao lijek.
Nakon velikog uspjeha lovastatina uslijedio je dolazak i drugih statina – simvastatin, pravastatin, cerivastatin, atorvastatin, fluvastatin, te rozuvastatin. No, cerivastatin, važna statinska uzdanica Bayera povučena je tijekom ljeta 2001. godina zbog pojava opasnih nuspojava (rabdomioliza) kada se koristio u kombinaciji s fibratima.
Danas su statini, unatoč svojoj vrlo visokoj cijeni izrazito propisivani, pogotovo u razvijenim zemljama čiju populaciju muči ateroskleroza i hiperlipoproteinemije. Njihova potrošnja je danas u velikom uzletu, a u nekim zemljama, kao što je Velika Britanija, mogu se kupiti i bez recepta.

## Djelovanje statina
Statini, najučinkovitiji lijekovi za snižavanje razine kolesterola u krvi snižavaju LDL za 30 do 50%. Ipak, oni imaju manji učinak u odnosu na fibrate kada je u pitanju snižavanje razine triglicerida u krvi i podizanje razine HDL-a u krvi. Kako 50% kolesterola u krvi potječe iz hrane liječnici, barem teorijski, propisuju statine nakon što se uvjere da dijetetske mjere ne daju očekivane rezultate. U praksi, dijetetske mjere imaju slab učinak i mnogi liječnici preskaču taj liječenje hiperlipoproteinemija dijetetskim mjerama i idu izravno na propisivanje statina. Osoba koja jednom počne uzimati statina obično ih nastavlja uzimati do kraja života.
Statini imaju važnu ulogu u primarnoj i sekundarnoj prevenciji ishemijske bolesti srca i srčanog infarkta. Istraživanja pokazuju da statini imaju i dodatne učinke – protuupalne, djeluju protiv demencije te raka.

Neki od lijekova iz skupine statina su:
- Atorvastatin
- Cerivastatin
- Fluvastatin
- Lovastatin
- Mevastatin
- Simvastatin

Statini se dijele na dvije skupine:
- prirodni statini, dobiveni fermentacijom iz mikroorganizama - lovastatin, simvastatin i pravastatin
- sintetski statini – fluvastatin, atorvastatin, cerivastatin i rozuvastatin

Pokazalo se da su prirodni statini djelotvorniji u snižavanju LDL-a, ali ne postoji razumno objašnjenje ovog fenomena.
Statini djeluju inhibirajući HMG-KoA reduktaze, enzima koji određuje brzinu metaboličkog puta biosinteze kolesterola. Inhibiranjem ovog enzima u jetri rezultira smanjenom sintezom kolesterola i povećano sintezom LDL receptora, što povećava klirens lipoproteina male gustoće (engl. LDL - low density lipoprotein) iz krvotoka. 
Statini djeluju kao kompetitivni inhibitori HMG-KoA reduktaze, vežući se na mjesto za vezanje HMG-KoA na enzimu i tako usporavaju nastajanje mevalonske kiseline, sljedećeg spoja u metaboličkom putu sinteze kolesterola, kao i nekih drugih spojeva. Najveće dio kolesterola u krvotoku nastaje endogenim (unutarnjim) stvaranjem, a manji dio neposrednim unosom prehranom. Inhibicijom metaboličkog puta stvaranja kolesterola dolazi da smanjenja razine kolesterola u krvi. Jetrene stanice otkrivaju smanjenje razine kolesterola u krvi, te na to odgovaraju povećanjem sinteze LDL receptora koji unose LDL i VLDL (engl. VLDL - very low density lipoprotein) lipoproteine iz krvotoka u jetru, gdje se metaboliziraju, što dalje rezultira smanjenjem količine kolesterola u krvi.
Statini se koriste za liječenje za različitih bolesti kao što su hiperlipoproteinemija, te u sekundarnoj prevenciji bolesti kao što su infarkta miokarda, cerebrovaskularnog inzulta, koronarna bolest ili arterijska okulzivna bolest (okluzija uzorkovana atersklerotskim plakom).

## Mehanizam djelovanja statina
Do nedavno se smatralo da statini djeluju samo preko jednog mehanizma – blokadom HMG-CoA reduktaze, ali sada se zna da oni imaju I dodatne mehanizme djelovanja koji ih čine dosta učinkovitim lijekovima. Statini kompetitivno i reverzibilno blokiraju HMG-CoA reduktazu, enzim koji reducira 3-hidroksi-3-metilglutaril koenzim A u jetri. Ta redukcija ključan je korak u sintezi kolesterola, a HMG-CoA reduktaza limitirajući je enzim. Naime, količina sintetiziranog kolesterola izravno ovisi o aktivnosti ovog enzima. Njegovom blokadom dolazi do smanjenja sinteze kolesterola u jetri.
Iako statini blokiraju sintezu endogenog kolesterola, njihov učinak je jači od učinka samo tog mehanizma. Smanjujući razinu kolesterola u stanicama jetre statini neizravno uzrokuju povećanje broja LDL-receptora na površini stanicama jetre, što uzrokuje povećano uklanjanje LDL-a iz krvi.
Osim toga, statini djeluju na prevenciju ateroskleroze I mimo snižavanja razine kolesterola u krvi. Znanstvenici vjeruju da statini sprječavaju kardiovaskularne bolesti preko četiri moguća mehanizma (nisu do kraja razjašnjena niti dokazana):
- poboljšanje funkcije endotelnih stanica
- ublažavajući upalne reakcije
- održavajući stabilnost plaka krvnih žila
- sprječavanje formiranja ugrušaka

## Sigurnost terapije statinima
Statini su uglavnom sigurni lijekovi i pogodni su za dugotrajnu, višegodišnju primjenu. Iako se kod mnogih pacijenata koji uzimaju statine pojavljuje slabost mišića i probavne tegobe, ove nuspojave se obično povlače nakon snižavanja doze. Može se dogoditi poremećaj jetrenih enzima, ali nakon prestanka uzimanja statina taj se poremećaj povlači. Također, kod nekih pacijenata se pojavljuje i glavobolje.
Najopasnija moguća nuspojava kod terapije statinima jest rabdomioliza (patološki raspad skeletalnih mišića) može dovesti do akutnog zatajenja bubrega kada razgradni produkti mišića oštete bubrege. Studija iz 2004-te godine otkrila je da od 10 000 pacijenata koji uzimaju statine tijekom jedne godine u njih 0,44 nastupi rabdomioliza. No, jedino je cerivastatin iskakao iz te skupine, jer je kod njega opasnost od rabdomiolize bila 10 puta veća, pa je zato i uklonjen s tržišta. No, kombiniranjem statina s fibratima, još jednom skupinom hipolipemika, rizik od rabdomiolize znatno raste. Većina je liječnika danas napustila rutinsko mjerenje razine jetrenih enzima i kreatin kinaze u krvi, iako se ova praksa još uvijek smatra korisnom pogotovo u onih pacijenata koji uzimaju visoke doze statina ili onih koji uzimaju kombinaciju statina i fibrata te u onih pacijenata u kojih se razvije mišića slabost ili poremećaj bubrega.

## Klinički prijepori učinkovitosti statina u prevenciji kardiovaskularnih bolesti
Statini se koriste za primarnu prevenciju kardiovaskularnih bolesti - kad se u neke osobe pronađe povišeni kolesterol propisuju se statini kako bi se takva osoba zaštitila od ateroskleroze, angine pectoris ili infarkta. Kada osoba koja je preživjela infarkt uzima statine to se naziva sekundarna prevencija. Upravo osobe koje su preživjele infarkt imaju najveću korist od liječenja statinima. Prema nekim istraživanjima da bi se spasile 4 osobe od smrti od infarkta, te 7 osoba od infarkta (bez smrtnog ishoda) onda statistički 100 osoba mora uzimati primjerice simvastatin tijekom 6 godina. To je sekundarna prevencija, stanje kod osoba koje su već preživjele jedan infarkt i srčani su bolesnici koji najviše profitiraju od tih statina. Ali, da bi se spasilo 7 osoba od smrti od infarkta i 20 osoba od infarkta (bez smrtnog ishoda), tada čak 1000 pacijenata s povišenim kolesterolom mora uzimati statine svaki dan tijekom 5 godina. A kada se tome doda činjenica da su ti svi lijekovi skupi dolazimo do brojke od oko 15 000 kn samo za jednog pacijenta, tj. 15 000 000 kuna za 1000 pacijenata. Neki pacijenti nisu svjesni visoke cijene statina, tim prije jer se statini dobivaju na teret osiguravateljskih kuća, pa tijekom terapije zaboravljaju na važnost dijetetskih mjera i nastave konzumirati nedopuštene namirnice, a time se obezvrjeđuje velika investicija u obliku uzimanja statina. Stoga u svijetu države sve manje novca daju za statine, a sami pacijenti moraju plaćati sve veći postotak pune cijene lijeka.